# Хардон, Фернандо
Фернандо Хардон Рон (исп. Fernando Jardón Ron; 16 августа 1916, Овьедо, Овьедо — неизвестно) — испанский хоккеист на траве, полевой игрок. Участник летних Олимпийских игр 1948 года.

## Биография
Фернандо Хардон родился 16 августа 1916 года в испанском городе Овьедо.
Играл в хоккей на траве за мадридский «Де Кампо».
В 1948 году вошёл в состав сборной Испании по хоккею на траве на летних Олимпийских играх в Лондоне, поделившей 10-12-е места. Играл в поле, провёл 3 матча, мячей не забивал.
Дата смерти неизвестна.

## Семья
Отец — Эдуардо Хардон (1882—1942), врач, член Педиатрического общества Мадрида.
Мать — Тереза Рон (?—1975), француженка.
Старший брат — Франсиско Хардон (1911—1988), испанский хоккеист на траве. Участник летних Олимпийских игр 1948 года.
Старший брат — Эдуардо Хардон (1914—1997), испанский хоккеист на траве. Участник летних Олимпийских игр 1948 года.
Имел ещё двух братьев — Карлоса и Луиса, погибшего во время Гражданской войны в Испании.